# 概率质量函数

一个機率密度函数的图像。函数的所有值必须非负，且总和为1。

在機率论和统计学中，機率质量函數（probability mass function，简写作pmf）是离散随机變數在各特定取值上的機率。有时它也被称为离散密度函数。 機率密度函數通常是定义离散機率分布的主要方法，并且此类函数存在于其定义域是离散的标量變數或多元随机變數。
機率质量函數和機率密度函数的一个不同之处在于：機率质量函數是对离散随机變數定义的，本身代表该值的機率；機率密度函数本身不是機率，只有对连续随机變數的機率密度函数必须在某一个区间内被积分后才能产生出機率。
具有最大機率密度的随机變數的值称为众数。

## 数学定义
假设 {\displaystyle X} 是一个定义在可数样本空间 {\displaystyle S} 上的离散随机變數 {\displaystyle S\subseteq \mathbb {R} }，则其機率質量函數 {\displaystyle f_{X}(x)} 为
{\displaystyle f_{X}(x)={\begin{cases}\Pr(X=x),&x\in S,\\0,&x\in \mathbb {R} \backslash S.\end{cases}}}
注意这在所有实数上，包括那些 {\displaystyle X} 不可能等于的实数值上，都定义了 {\displaystyle f_{X}(x)}。在那些 {\displaystyle X} 不可能等于的实数值上，{\displaystyle f_{X}(x)}取值为0（{\displaystyle x\in \mathbb {R} \backslash S}，取{\displaystyle \Pr(X=x)}为0）。
离散随机變數機率質量函數的不连续性决定了其累积分布函数也不连续。

## 例子
機率質量函數可以定义在任何离散随机變數上，包括常数分布, 二项分布（包括伯努利(Bernoulli)分布）, 负二项分布, 泊松(Poisson)分布, 几何分布以及超几何分布随机變數上.

### 有限
存在三个相关的主要分布，伯努利分布、二項式分布、和幾何分佈。

#### 伯努利分布
伯努利分布：ber(p) ，用于对只有两种可能结果的实验进行建模。 这两个结果通常编码为1和0。
{\displaystyle p_{X}(x)={\begin{cases}p,&{\text{if }}x{\text{ is 1}}\\1-p,&{\text{if }}x{\text{ is 0}}\end{cases}}}
一个伯努利分布的例子是抛硬币。假设 {\displaystyle X} 是抛硬币的结果，反面取值为0，正面取值为1。则在状态空间{0, 1}(这是一个伯努利(Bernoulli)随机变量)中，{\displaystyle X=x} 的機率是0.5，所以機率質量函數是
{\displaystyle p_{X}(x)={\begin{cases}{\frac {1}{2}},&x\in \{0,1\},\\0,&x\notin \{0,1\}.\end{cases}}}

### 無限
以下呈指数下降的分布是具有无限数量可能结果的分布示例——所有正整数：
{\displaystyle {\text{Pr}}(X=i)={\frac {1}{2^{i}}}\qquad {\text{for }}i=1,2,3,\dots }
尽管可能的结果有无限多，但总機率密度为 {\displaystyle {\frac {1}{2}}+{\frac {1}{4}}+{\frac {1}{8}}+\cdots =1}，满足機率分布的单位总機率要求。

## 多变量情况
两个或多个离散随机变量具有联合機率密度函數，它给出了随机变量的每个可能的实现组合的機率。